# Aqbolagh
Āqbolāgh (persiska: آغبُلاغِ مُخور, Āghbolāgh-e Mokhūr, آق بلاغ) är en ort i Iran.   Den ligger i provinsen Västazarbaijan, i den nordvästra delen av landet, 700 km nordväst om huvudstaden Teheran. Āqbolāgh ligger 1 589 meter över havet och antalet invånare är 125.
Terrängen runt Āqbolāgh är kuperad. Runt Āqbolāgh är det ganska glesbefolkat, med 48 invånare per kvadratkilometer. Närmaste större samhälle är Sheykh Selū, 5,6 km nordost om Āqbolāgh. Trakten runt Āqbolāgh består i huvudsak av gräsmarker.